# Кабул (река)
Кабул (на пущунски: د کابل سیند; на персийски: دریای کابل) е река в Афганистан (провинции Вардак, Кабул и Нангархар) и Пакистан (провинция Хайбер Пахтунхва), десен приток на Инд. Дължина 460 km, площ на водосборния басейн 75 100 km².

## Течение
Река Кабул води началото си от южните склонове на хребета Баба (най-високата част на Средноафганските планини), в близост до прохода Онай, на 3540 m н.в. В горното си течение има планински характер. Преминава последователно през град Котайи Ашро, столицата Кабул и град Суроби, след което навлиза в Джелелабадската междупланинска котловина. Тук реката преминава през центъра на град Джелалабад, излиза от котловината и навлиза на пакистанска територия, на около 25 km северно от граничния град Торхам. В района на град Варсак излиза от планините и тече през хълмиста равнина, като последователно преминава покрай град Пешавар, през градовете Чарсадда и Наушера и при селището Аток се влива отдясно в река Инд на 264 m н.в. В този най-долен участък реката е позната под името Сарчашма.
Основни притоци: леви – Панджишир, Алингар, Кунар, Суат; десни – Логар, Сурхруд, Бара.

## Хидрология
Покачването на нивото на водата в реката започва през март, а максималният отток е през юни и юли, който е за сметка на топенето на снеговете и ледниците високо в планините. През есента се наблюдават епизодични прииждания в резултат от поройни дъждове в басейна ѝ Най-големият ѝ приток е Кунар, който изтича от ледника Чиантар в долината Бругхил в окръг Читрал, Пакистан се влива в Кабул близо до Джелалабад. Въпреки че Кунар има по-голям дебит от Кабул, реката продължава под името Кабул след вливането им, главно поради историческото значение на името. Среден годишен отток в средното течение около 200 m³/s, максимален 1500 – 1600 m³/s.
Средномесечен отток в периода 1968 – 1980 г. на река Кабул при станция Даках:
Течението на реката е коригирано на няколко места чрез диги. Това ѝ позволява да бъде използвана за напояване в селското стопанство, както и за производство на електроенергия чрез водноелектрически централи (Наглу, Суроби и Дарунта в Афганистан и Варсак в Пакистан). В долното течение, на пакистанска територия по време на пълноводие е плавателна за плитко газещи съдове на протежение от 120 km.

## Галерия
- Долината на реката между афганистанската столица Кабул и Джалалабад.
- Пресъхналото корито на река Кабул в град Кабул.
- Реката при Джелалабад.
- Ждрело, издълбано от реката.
- ВЕЦ Наглу при Джалалабдския язовир.